# Лейный
Ле́йный — посёлок в Сасовском районе Рязанской области России.
Входит в состав Демушкинского сельского поселения.

## Географическое положение
Посёлок находится в центральной части Сасовского района, в 19 км к востоку от райцентра на реке Лея.

## Природа
Климат умеренно континентальный с умеренно жарким летом (средняя температура июля +19 °С) и относительно холодной зимой (средняя температура января −11 °С). Осадков выпадает около 600 мм в год.

## История
В 1966 г. указом президиума ВС РСФСР поселок центрального отделения совхоза имени Клары Цеткин переименован в Лейный.
Данное название образование от речки (Лея), на левом берегу которой находится населённый пункт.

#### Административно-территориальное деление
С 2004 г. и до настоящего времени входит в состав Демушкинского сельского поселения.
До этого момента входил в Рожковский сельский округ.

## Население
| 1984 | 2002 | 2010 |
| ---- | ---- | ---- |
| 100  | ↘14  | ↘6   |